# Ole Kock Hansen

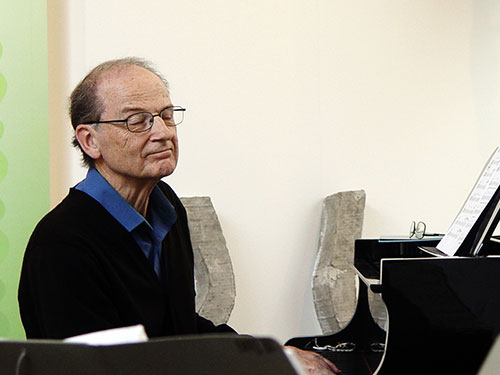
Ole Kock Hansen (2015)

Ole Kock Hansen (* 19. April 1945 in Osager) ist ein dänischer Jazzpianist, Komponist und Orchesterleiter. Er gehört zu den zentralen Personen des zeitgenössischen Modern Jazz in Dänemark.

## Leben und Wirken
Hansen spielte zunächst bei Finn Savery; er wurde auf dem  Konservatorium in Kopenhagen ausgebildet. Mit Niels-Henning Ørsted Pedersen, mit dem er immer wieder zusammenarbeitete, verband ihn eine frühe Freundschaft. Seit 1965 ist er als professioneller Musiker tätig. 1967 wurde er Mitglied der dänischen Radiojazzgruppen; im folgenden Jahr wurde er als Pianist in Danmarks Radios Big Band berufen, dessen Chefdirigent er 1986 wurde. Daneben trat er mit Iron Office, mit Etta Cameron und Per Goldschmidt auf und spielte Alben mit Thad Jones, Ben Webster, Jesper Thilo, Warne Marsh/Lee Konitz, Palle Mikkelborg sowie mit Karin Krog ein. Als Instrumentalist war er auch an der Aufnahme des Miles-Davis-Albums Aura beteiligt.
Nach der Verleihung des Jazzpar-Preises an Tommy Flanagan arrangierte er 1993 dessen Musik für ein Bläsersextett. 1996 gab er die Leitung der Bigband auf, um als Musikproduzent und Arrangeur tätig zu sein. Dabei hat er auch Jazz mit dänischer Volksmusik kombiniert, etwa auf seinem Album Folkevise (1975). Auch arbeitete er mit dem Mädchenchor von Danmarks Radio. Daneben spielte er weiterhin mit Niels-Henning Ørsted Pedersen, Etta Cameron und Thomas Fryland. Er ist auch als Musikpädagoge tätig.

## Preise und Auszeichnungen
Hansen wurde 1975 als dänischer „Jazzmusiker des Jahres“ geehrt. 1986 erhielt er den Ben Webster Prize. Als „Bandleader of Excellence“ wurde ihm 2007 der dänische Django d’Or verliehen.